# Mettä Kallojärvi
Mettä Kallojärvi är en sjö i Kiruna kommun i Lappland och ingår i Torneälvens huvudavrinningsområde. Sjön har en area på 0,864 kvadratkilometer och ligger 353 meter över havet. Sjön avvattnas av vattendraget Harrijoki.

## Delavrinningsområde
Mettä Kallojärvi ingår i det delavrinningsområde (754591-169479) som SMHI kallar för Utloppet av Mettä Kallojärvi. Medelhöjden är 377 meter över havet och ytan är 4,28 kvadratkilometer. Räknas de 2 avrinningsområdena uppströms in blir den ackumulerade arean 28,25 kvadratkilometer. Harrijoki som avvattnar avrinningsområdet har biflödesordning 2, vilket innebär att vattnet flödar genom totalt 2 vattendrag innan det når havet efter 382 kilometer. Avrinningsområdet består mestadels av skog (71 procent). Avrinningsområdet har 0,86 kvadratkilometer vattenytor vilket ger det en sjöprocent på 20,1 procent.